# Oliarus limbata
Oliarus limbata är en insektsart som beskrevs av Franz Xaver Fieber 1876. Oliarus limbata ingår i släktet Oliarus och familjen kilstritar. Inga underarter finns listade i Catalogue of Life.